# Mérite International du Sang
Mérite International du Sang – międzynarodowe odznaczenie dla działaczy ruchu honorowego krwiodawstwa, przyznawane przez Międzynarodową Federację Organizacji Dawców Krwi - Światową Organizację Honorowych Krwiodawców (Federation Internationale des Organisations de Donneurs de Sang - FIODS).
Do 1994 miało 5 klas: Krzyż Wielki z Gwiazdą, Krzyż Wielki, Krzyż Komandorski, Krzyż Oficerski i Krzyż Kawalerski.
W roku 1995 zmieniono jego wygląd, lecz zachowano podział na 5 klas. 
Od roku 2000 odznaczenie to ma tylko jedną klasę - Krzyż Kawalerski.

## Osoby odznaczone Mérite International du Sang (lista niepełna)

### Obywatele Rzeczypospolitej Polskiej
Krzyż Wielki:
- Leon Piecuch (Kędzierzyn-Koźle), 1990

Krzyż Oficerski:
- Bolesław Tuzin (Warszawa), 1991

Krzyż Kawalerski:
- Krzysztof Andruszkiewicz (Warszawa), 1993
- Zdzisław Antoniak (Radom), 1995
- Henadiusz Bujko (Szczecin), 1996
- Edmund Czesak (Warszawa), 1995
- Jerzy Czubak (Warszawa), 1991 i 2002
- Jan Faberski (Warszawa), 2001
- Wacław Górnicki (Warszawa), 2002
- Józef Gutowski (Płock), 1996
- Zdzisław Andrzej Kardasiewicz (Świdnik), 1991
- Jacek Łysoń (Warszawa), 1997
- Emilia Nawrocka (Ostrów Wielkopolski), 1997
- Kazimierz Nowak (Kraków), 1996
- Stanisław Orłowski (Warszawa), 2002
- Teresa Pijewska (Częstochowa), 1997
- Stanisław Pułkownik (Sieroszowice), 1995
- Eryk Rosin (Konin), 1997
- Zdzisław Soska (Milejów), 1996
- Krystyna Szloser (Warszawa), 2002
- Elżbieta Śmietanka (Warszawa), 1998
- Bolesław Tuzin (Warszawa), 1978 i 2002
- Irena Tworek (Warszawa), 1996
- Zbigniew Urbaniak (Zielona Góra), 1995
- Kazimierz Urbanowicz (Wrocław), 1995
- Marek Wawrzyniak (Warszawa), 1998
- Stanisław Zarębski (Warszawa), 1995
- Andrzej Kocha (Polska Cerekiew) 1990

### Cudzoziemcy
Krzyż Wielki:
- Książę Albert II (Monako), 1994

Krzyż Kawalerski:
- Italio Accardi (Włochy), 2008
- Farid Belouafi (Maroko), 2008
- Noufissa Benchemsi (Maroko), 2003
- Benito Bissolo (Włochy), 2003
- Gianfranco Callegari (Włochy), 2007
- Maria Ivone Carraro de Mendonca (Brazylia), 2000
- Phillip Chircop (Malta), 2009
- José Coll (Francja), 2004
- Domenico Comi (Włochy), 2007
- Abdeljalil Dahha (Maroko), 2008
- Jean-Marie Durant (Francja), 2004
- Gioseppe Enrietta (Włochy), 2008
- Leticia Ferreira (Brazylia), 2009
- Vico Fresia (Włochy), 2006
- Fernando Ganzo Hernández (Hiszpania), 2008
- Marina Geli i Fàbrega (Hiszpania), 2008
- Maria Helena Gonçalves (Portugalia), 2003
- Giorgio Groppo (Włochy), 2008
- Aicha Hafsia (Tunezja), 2004
- Slama Hmida (Tunezja), 2009
- Maria de Carmen Huescar Garbi (Hiszpania), 2007
- Yakoub Jomni Salwa (Tunezja), 2007
- Abdallah Kaabi (Tunezja), 2006
- Radhia Kastali (Tunezja), 2004
- Hadj Khadir Kadsami (Maroko), 2008
- Kátia Kouzak (Brazylia), 2000
- Edith Kromann Larsen (Dania), 2004
- Somâli Lamine Najeh (Tunezja), 2008
- José Antonio Martínez Allende (Hiszpania), 2008
- M. Piero Merlo (Włochy), 2003
- Aziz Mochhoury (Maroko), 2008
- Álvaro Luis Osório (Brazylia), 2000
- Daniele Peramezza (Włochy), 2006
- Guiseppe Rossi (San Marino), 2010 (pośmiertnie)
- Roy Schembri Wismayer (Malta), 2008
- Antonio Sepulveda Quintana (Hiszpania), 2007
- Andrea Tieghi (Malta), 2008
- Gérard Vanhove (Francja), 2004
- Léon Yougbare (Burkina Faso), 2007
- David Zammit (Malta), 2008

### Organizacje i stowarzyszenia (nadania zbiorowe)
Krzyż Kawalerski:
- Academia de Guardias y Suboficiales de la Guarda Civil (Hiszpania), 2008
- ADONA (Association des donneurs de sang de Navarra) (Hiszpania), 2007
- AUDOSAN (Association swa donnuers de sang de Alava) (Hiszpania), 2007
- Klub Honorowych Dawców Krwi PCK przy Hucie Warszawa (Polska), 1973
- Klub Honorowych Dawców Krwi PCK przy Zakładach Ceramiki Radiowej "Cerad" w Warszawie (Polska), 1993